# Südiberische Mauereidechse
Die Südiberische Mauereidechse (Podarcis vaucheri) gehört zur Gattung der Mauereidechsen (Podarcis) innerhalb der Familie der Echten Eidechsen (Lacertidae) und lebt im Süden der Iberischen Halbinsel und in Nordafrika.

## Merkmale
Kleine Eidechse mit einer Gesamtlänge von maximal 15 cm und einer Kopf-Rumpf-Länge von weniger als 6 cm. Die Rückenschuppen sind sehr klein, meist ist keine größere Schläfenplatte (Massetericum) vorhanden. Von den anderen Iberischen Mauereidechsen – außer dem Morphotyp 2 des P. hispanicus-Komplexes – unterscheidet sich die Art durch die häufig grüne Rückenfärbung in Kombination mit der nur spärlich dunkel gefleckten Kehlregion, sowie einer weißlichen Bauchseite. Im Gegensatz zu Tieren des Morphotyps 2 sind Nacken und Halsoberseite meist nicht grün. Erst ab Höhe der Vorderbeine findet sich bei den Männchen eine grüne Grundfarbe, während die Weibchen oberseits durchgehend braun gefärbt sind. Beim Morphotyp 2 setzt das Grün bereits am Kopfhinterrand an. Die Rückenzeichnung besteht aus einer kontrastarmen Fleckung, die kaum noch Längsreihen erkennen lässt. Oberseits zeichnungslose Tiere sind nicht selten. Die Bauchseite ist hell, weißlich. Die Jungtiere haben einen türkisfarbenen oder smaragdgrünen Schwanz.

## Verbreitung

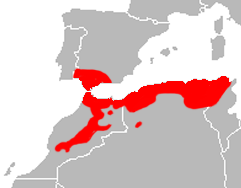
Das Verbreitungsgebiet von Podarcis vaucheri.

Die Art ist in Europa im Süden der Iberischen Halbinsel verbreitet, vor allem in Andalusien und Gibraltar. Isoliert davon gibt es Vorkommen bei Almeria. Zu klären ist, ob die Art auch in der südöstlichen Algarve in Portugal vorkommt. Außerhalb Europas lebt die Art in Marokko und im Norden von Algerien und Tunesien.

## Lebensraum

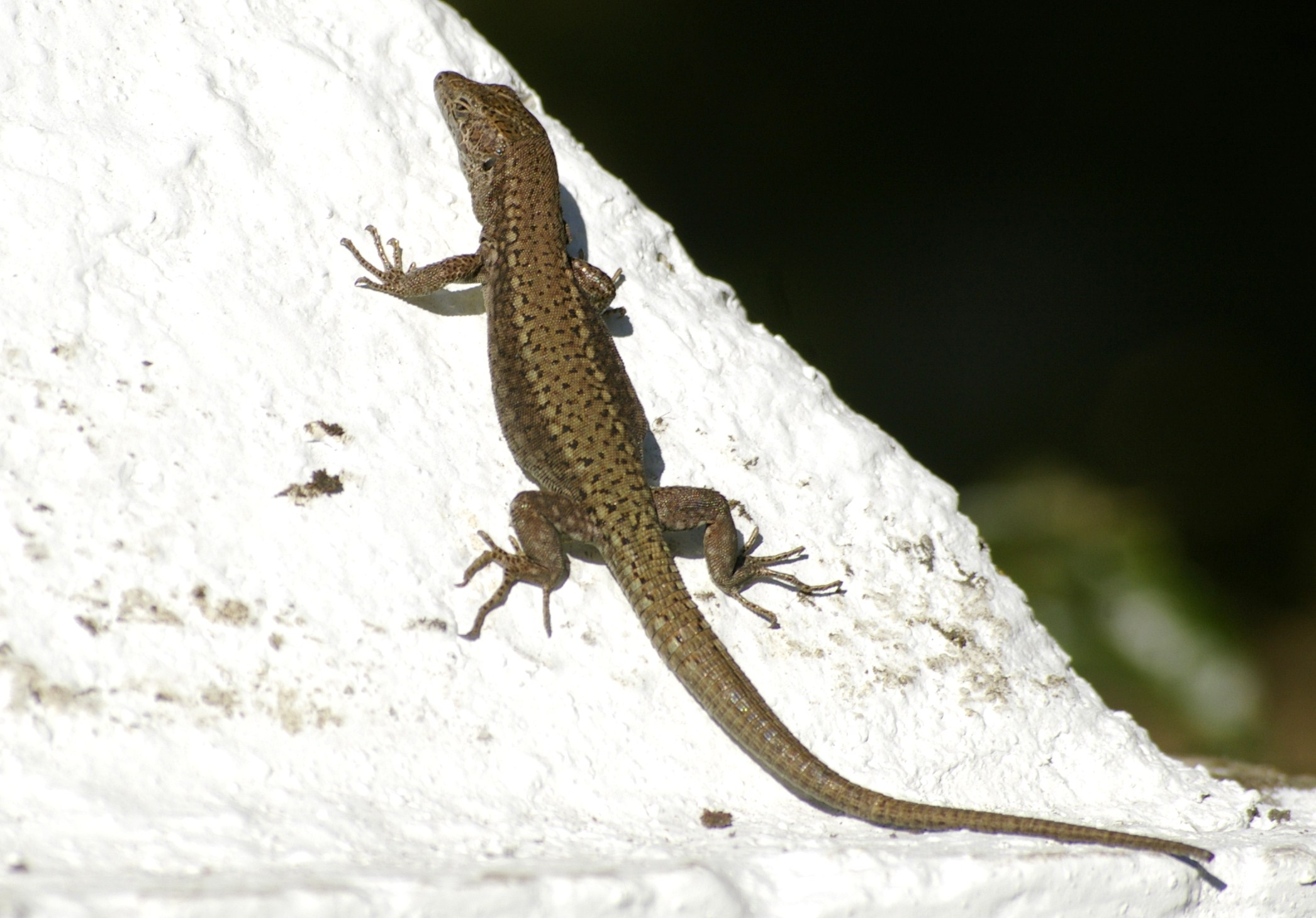

In Südspanien besiedelt die Art viele Lebensraumtypen, häufig auf Felsuntergrund, aber auch in Stranddünen. In Marokko ist die Art auf die humideren Bereiche an der Mittelmeerküste und die feuchten Regionen in höheren Gebirgslagen beschränkt. Die Art kommt auch in urbanen Bereichen vor.

## Lebensweise
Die Paarungszeit fällt in die Monate März bis Juni. Die Weibchen setzen mehrere Gelege aus 1 bis 5 Eiern ab. In Nordafrika schlüpfen die Jungtiere im Juli und August.

## Gefährdung
Die IUCN listet die Art als nicht gefährdet (least concern) mit einer stabilen Population.